# Boesenbergia pulcherrima
Boesenbergia pulcherrima là một loài thực vật có hoa trong họ Gừng. Loài này được (Wall.) Kuntze mô tả khoa học đầu tiên năm 1891.